# Plagiodesmus mammatus
Plagiodesmus mammatus är en mångfotingart som beskrevs av Carl Graf Attems 1931. Plagiodesmus mammatus ingår i släktet Plagiodesmus och familjen Oxydesmidae. Inga underarter finns listade i Catalogue of Life.